# Высокогорная тундра Огилви и Маккензи
Высокого́рная ту́ндра Оги́лви и Макке́нзи (англ. Ogilvie-MacKenzie alpine tundra) — североамериканский континентальный экологический регион тундры, выделяемый Всемирным фондом дикой природы.

## Расположение
Высокогорная тундра Огилви и Маккензи находится в горах Огилви, Уэрнек и Селуин, а также на хребтах Бэкбоун, Кэньон и Маккензи. Экорегион простирается от крайнего востока Аляски до запада Северо-Западных территорий.